# 갤리선
갤리선(영어: galley [ˈɡæli])은 돛을 단 노요선으로, 순풍을 탈 때는 돛을 보조 추진력으로 사용할 수 있다. 다만 어디까지나 주된 추진력은 노를 젓는 인력이기 때문에 풍향과 조류로부터 독립적으로 침로를 잡고 항해할 수 있다. 하지만 노와 노꾼을 수납할 공간을 확보하기 위해 흘수선이 낮아 악천후에 취약했기 때문에 원양항해에는 부적절했다.